# Vlag van Flevoland
De vlag van Flevoland werd door Gedeputeerde Staten van Flevoland op 15 februari 1989 formeel als provinciale vlag vastgesteld. Hij bestaat uit twee brede horizontale banen in de kleuren blauw en groen, die door een smalle gele baan van elkaar gescheiden worden. Linksbovenin staat een witte fleur de lis.

## Beschrijving
De vlag wordt in het besluit als volgt beschreven:
Drie banen, donkerblauw, donkergeel, lichtgroen in een verhouding van 16:5:16, de gele baan vanaf de stokzijde drie maal gegolfd tot op 10/17 van de vlaglengte, waar deze vervolgens strak verder loopt; in de broektop een witte lelie (ca. 1/3 van de vlaghoogte).

## Symboliek
De gele baan is smaller en golft aan de linkerzijde. Deze symboliseert de golvende, rijpe korenvelden, het bloeiende koolzaad en de akkerbouw. De groene baan staat voor het vlakke weidelandschap en de blauwe baan staat voor het water waarop de provincie is veroverd.
De heraldische witte Franse lelie komt uit het familiewapen van ir. Cornelis Lely. Hij was de grondlegger van de Zuiderzeewerken die hebben geleid tot de creatie van Flevoland.

## Ontwerp
De hoogte-breedteverhouding van de vlag is 2:3, net als die van de vlag van Nederland. Van de hoogte wordt 16/37 deel ingenomen door de donkerblauwe baan en eveneens 16/37 deel door de lichtgroene baan. De donkergele baan neemt 5/37 van de hoogte in. De verhouding van 16:5:16 geldt alleen aan de hijszijde van de vlag en het gedeelte van de vlag waarin de gele baan niet golft.
De gele baan golft vanaf de hijszijde drie keer; vanaf 10/17 van de breedte van de vlag loopt ze recht horizontaal naar het andere uiteinde van de vlag.
De witte lelie neemt ongeveer een derde van de hoogte van de vlag in.

## Geschiedenis
De door het Amsterdamse bureau BRS ontworpen vlag werd voor het eerst gehesen op 9 januari 1986, tijdens de officiële instelling van de provincie Flevoland. Het Voorbereidingslichaam Flevoland had op 11 december 1985 zijn instemming laten blijken met het ontwerp. Op 15 februari 1989 werd de vlag door de Flevolandse Gedeputeerde Staten formeel omschreven.